# NGC 435

NGC 435

إن جي سي 435 أو NGC 435 هي مجرة تتبع كوكبة قيطس. اكتشفها ألبرت مارث في 23 أكتوبر 1864.

## روابط خارجية
- NGC 435 على موقع ويكي سكاي: DSS2, SDSS, GALEX, IRAS, Hydrogen α, X-Ray, Astrophoto, Sky Map, Articles and images